# Ferdinand de Wijkerslooth de Weerdesteyn
Jhr. Ferdinand Cornelis Karel de Wijkerslooth de Weerdesteyn, heer van Weerdesteyn en Wulven (Utrecht, 14 september 1902 - Utrecht, 18 augustus 1974) was een Nederlandse jonkheer, jurist en ingenieur in dienst van Rijkswaterstaat.
Jhr. mr. ir. Wijkerslooth studeerde civiele techniek aan de Technische Universiteit Delft en rechten aan de Universiteit Leiden. Na zijn studie trad hij in dienst van Rijkswaterstaat en was als jong ingenieur betrokken bij de uitvoering van de Zuiderzeewerken rond het toenmalige eiland Wieringen.
In oktober 1940 weigerde hij op principiële gronden als een van de zeer weinige Nederlanders de Ariërverklaring te ondertekenen. Deze verklaring, waaruit moest blijken dat men geen Jood was, werd door het Duitse nazibewind geëist van alle Nederlanders die werkzaam waren in overheidsdienst. Ondanks de grote druk die door zijn superieuren op hem werd uitgeoefend volhardde hij in zijn standpunt. Na een schorsing werd hij in 1941 ontslagen.
Na de oorlog werd in het kader van het rechtsherstel dit ontslag ongedaan gemaakt en leidde hij gedurende enige jaren de juridische afdeling van de directie Waterstaat.
Vanaf 1948 tot aan zijn pensioen in 1962 was hij Hoofdingenieur-Directeur van de Rijkswaterstaat in Limburg.
Ferdinand de Wijkerslooth is een telg uit het adellijke geslacht de Wijkerslooth de Weerdesteyn en is de vader van Eerste Kamerlid Madeleen de Wijkerslooth de Weerdesteyn, van jurist en hoogleraar Joan de Wijkerslooth en van bestuursvoorzitter van de Radboud Universiteit Roelof de Wijkerslooth.